# Vijfentwintigste amendement van de Grondwet van de Verenigde Staten
Het vijfentwintigste amendement van de Grondwet van de Verenigde Staten legt de presidentiële opvolging vast en beschrijft hoe en wanneer een president niet geschikt wordt geacht om het ambt uit te oefenen. Mocht dit laatste het geval zijn dan wordt de vice-president, de waarnemend president van de Verenigde Staten. 
Het amendement werd voorgesteld door het 89e congres op 6 juli 1965 en in werking gesteld op 10 februari 1967 door het 90e congres.
Het 25e amendement voorziet in de mogelijkheid dat de vicepresident met een meerderheid van het kabinet de president verklaart niet in staat te zijn om zijn functie uit te voeren, en vervolgens diens taken en bevoegdheden overneemt. Het  congres moet dat binnen 21 dagen met twee derde meerderheid  bevestigen. 